# Hwang Wen-Cheng
Hwang Wen-Cheng (né le 30 septembre 1956) est un athlète taïwanais, spécialiste du 3 000 mètres steeple.

## Biographie
Il remporte la médaille d'or du 3 000 mètres steeple lors des championnats d'Asie 1983, à Koweït, et se classe deuxième lors de l'édition 1985.

### Palmarès
| Date | Compétition         | Lieu     | Résultat | Épreuve         | Performance   |
| ---- | ------------------- | -------- | -------- | --------------- | ------------- |
| 1983 | Championnats d'Asie | Koweït   | 1er      | 3 000 m steeple | 8 min 54 s 85 |
| 1985 | Championnats d'Asie | Djakarta | 2e       | 3 000 m steeple | 8 min 47 s 53 |

### Records
| Épreuve         | Performance       | Lieu   | Date              |
| --------------- | ----------------- | ------ | ----------------- |
| 1 500 m         | 3 min 46 s 4 (NR) | Pomona | 11 juin 1983      |
| 3 000 m steeple | 8 min 43 s 61     | Taipei | 18 septembre 1982 |